# "The Spaghetti Incident?"
| 전문가 평가          | 전문가 평가 |
| 평가 점수            | 평가 점수   |
| 출처                 | 점수        |
| -------------------- | ----------- |
| AllMusic             | [ 2 ]       |
| Calgary Herald       | B+          |
| Robert Christgau     | A−          |
| Entertainment Weekly | A−          |
| Music Week           | [ 6 ]       |
| NME                  | 7/10        |
| Q                    | [ 8 ]       |
| Rolling Stone        | [ 9 ]       |
| Spin                 | (favorable) |
| Classic Rock         | (favorable) |

《"The Spaghetti Incident?"》는 미국의 하드 록 밴드 건즈 앤 로지스의 다섯 번째 스튜디오 음반이다. 이 음반은 오래된 펑크 록과 하드 록 노래들로 커버되어 있다. 《"The Spaghetti Incident?"》는 리듬 기타리스트 길비 클라크가 나오는 유일한 스튜디오 음반으로 1991년 밴드의 Use Your Illusion Tour에서 원래 건즈 앤 로지스의 멤버 이지 스트래들린을 대체했고, 기타리스트 슬래시, 베이시스트 더프 맥케이건, 드러머 맷 소럼을 포함한 마지막 음반을 선보였다. 이 음반은 또한 지지 투어를 동반하지 않은 유일한 건즈 앤 로지스 음반이다.
이 음반은 투어가 지원되지 않는 유일한 건즈 앤 로지스 음반이다. 일반적으로 비평적으로 호평을 받았지만, 이 음반은 2018년까지 미국에서 100만 장이 팔리면서 밴드의 최악의 판매 스튜디오 음반이다.

## 배경
처음에 밴드는 1992년이나 1993년에 커버 EP를 발매할 계획이었지만, 정규 음반을 녹음하기로 결정했다. 이 곡들 중 많은 곡들은 원래 3장 또는 4장의 음반을 제작하기 위한 것이었던 《Illusions》 음반과 같은 세션 동안 녹음되었다. 보도에 따르면 이지 스트래들린의 기타 파트는 모두 길비 클라크에 의해 재녹음되었다. 슬래시는 이 녹음을 "자발적이고 칠하지 않은" 것으로 묘사했으며, 이 곡들을 녹음하는 것은 "《Illusions》 음반을 만드는 압박감을 완화하기 위한 목적"으로 사용되었다. 밴드는 자신들이 좋아하는 밴드들의 인지도를 높이고, 트랙리스트 선정을 통해 로열티를 통해 재정적으로 도움을 주고 싶어했고, 음반의 이름을 《Pension Fund》로 짓는 것을 고려했다.
이 음반은 펑크와 글램 록 커버를 모은 것이다. 이 음반은 U.K. 서브스, 댐드, 뉴욕 돌스, 스투지스, 데드 보이즈, 미스피츠, 조니 선더스, 더 프로페셔널스, 피어, 티렉스, 사운드가든, 더 스카이라이너스와 같은 펑크 아티스트들의 노래를 커버한다. 리드 싱글인 〈Ain't It Fun〉은 하노이 록스의 가수 마이클 먼로가 게스트 보컬로 참여했다.
스튜디오 세션 동안 밴드는 하노이 록스의 원래 곡인 〈Beer and a Cigarett〉의 기악곡을 녹음하기도 했다. 보컬은 녹음되지 않았고, 밴드는 작곡가 앤디 매코이가 돈을 받는 것을 원하지 않았기 때문에 이 노래는 음반에서 제외되었다. 밴드는 또한 스투지스의 〈Down on the Street〉의 기악곡 버전을 연주했지만, 이 곡 역시 발매되지 않았다.

## 제목 및 커버 아트
이 음반의 제목은 1989년, 밴드가 시카고의 한 아파트에 임시로 머무르던 중 스티븐 애들러에게 벌어진 사건을 참조한 것이다. 애들러는 자신의 마약을 밴드가 주문한 이탈리아 음식이 담긴 테이크아웃 용기 옆의 냉장고에 보관했으며, 그의 은어로 마약은 '스파게티'였다. 더프 맥케이건에 따르면, 이후 애들러가 밴드를 상대로 제기한 소송에서 그의 변호사가 "그 '스파게티 사건'(the spaghetti incident)에 대해 말씀해 주시죠"라고 말한 것을 밴드가 우스꽝스럽게 여겨 음반 제목으로 사용하게 되었다.
음반 커버 하단에는 조디악 킬러가 만든 암호로 된 메시지가 적혀 있으며, 수년 뒤 이 암호는 "Fuck 'Em All"이라는 문구로 해독되었다.

## 곡 목록
| #   | 제목                                        | 작사·작곡                                                                         | 원곡자              | 재생 시간 |
| --- | ------------------------------------------- | --------------------------------------------------------------------------------- | ------------------- | --------- |
| 1.  | 〈Since I Don't Have You〉                  | 조셉 록, 제임스 보몬트, 재키 테일러, 자넷 보겔, 조 버샤렌, 레니 마틴, 월리 레스터 | 더 스카이라이너스   | 4:20      |
| 2.  | 〈New Rose〉                                | 브라이언 제임스                                                                   | 댐드                | 2:38      |
| 3.  | 〈Down on the Farm〉                        | 앨빈 깁스, 찰리 하퍼, 니콜라스 개럿                                               | U.K. 서브스         | 3:29      |
| 4.  | 〈Human Being〉                             | 조니 선더스, 데이비드 요한슨                                                      | 뉴욕 돌스           | 6:48      |
| 5.  | 〈Raw Power〉                               | 이기 팝, 제임스 윌리엄슨                                                          | 스투지스            | 3:12      |
| 6.  | 〈Ain't It Fun (Feat. 마이클 먼로)〉        | 치타 크롬, 피터 러프너                                                            | 데드 보이즈         | 5:06      |
| 7.  | 〈Buick Makane (Big Dumb Sex)〉             | 마크 볼란 / 크리스 코넬                                                           | 티렉스 / 사운드가든 | 2:40      |
| 8.  | 〈Hair of the Dog〉                         | 댄 맥커퍼티, 피트 애그뉴, 매니 찰튼, 대럴 스위트                                  | 나자레스            | 3:55      |
| 9.  | 〈Attitude〉                                | 글렌 댄지그                                                                       | 미스피츠            | 1:27      |
| 10. | 〈Black Leather〉                           | 스티브 존스                                                                       | 섹스 피스톨즈       | 4:09      |
| 11. | 〈You Can't Put Your Arms Around a Memory〉 | 선더스                                                                            | 조니 선더스         | 3:35      |
| 12. | 〈I Don't Care About You〉                  | 리 빙                                                                             | 피어                | 4:51      |
| 13. | 〈Look at Your Game, Girl〉                 | 찰스 맨슨                                                                         | 찰스 맨슨           | 2:34      |

## 인증
| 국가                                                  | 인증        | 판매량/출하량 |
| ----------------------------------------------------- | ----------- | ------------- |
| 오스트레일리아 (ARIA)                                 | 플래티넘    | 70,000^       |
| 오스트리아 (IFPI 오스트리아)                          | 골드        | 25,000*       |
| 브라질 (Pro-Música Brasil)                            | 플래티넘    | 250,000*      |
| 캐나다 (뮤직 캐나다)                                  | 3× 플래티넘 | 300,000^      |
| 핀란드 (Musiikkituottajat)                            | 골드        | 33,935        |
| 프랑스 (SNEP)                                         | 2× 골드     | 200,000*      |
| 독일 (BVMI)                                           | 골드        | 250,000^      |
| 이탈리아 (FIMI) since 2009                            | 골드        | 25,000*       |
| 일본 (RIAJ)                                           | 플래티넘    | 200,000^      |
| 네덜란드 (NVPI)                                       | 플래티넘    | 100,000^      |
| 뉴질랜드 (RMNZ)                                       | 플래티넘    | 15,000^       |
| 노르웨이 (IFPI 노르웨이)                              | 플래티넘    | 50,000*       |
| 스페인 (PROMUSICAE)                                   | 플래티넘    | 100,000^      |
| 스웨덴 (GLF)                                          | 플래티넘    | 100,000^      |
| 스위스 (IFPI 스위스)                                  | 골드        | 25,000^       |
| 영국 (BPI)                                            | 골드        | 100,000^      |
| 미국 (RIAA)                                           | 플래티넘    | 1,000,000^    |
| *판매량을 기반으로 한 인증 ^출하량을 기반으로 한 인증 |             |               |